# Carl Christian Ullmann
Carl Christian Ullmann (auch Carl oder Karl Ullmann; * 15. März 1796 in Epfenbach bei Heidelberg; † 12. Januar 1865 in Karlsruhe; seit 1846 von Ullmann) war ein reformierter Vermittlungstheologe und Prälat der Evangelischen Landeskirche in Baden.

## Leben und Beruf
Ullmann wurde als Sohn des Pfarrers Johann Balthasar Ullmann und dessen Gattin Charlotte geb. Reimold geboren. Um Latein zu lernen, kam er zu seinem Onkel nach Mosbach, wo er zunächst zur Schule ging. Im Alter von zehn Jahren kam er nach Heidelberg zu Kirchenrat Maurer, um das dortige Gymnasium besuchen zu können. Mit 16 Jahren legte er dort das Abitur ab. Ab 1812 studierte er an den Universitäten Heidelberg und Tübingen Theologie. 1819 habilitierte er sich in Heidelberg als Privatdozent; zuvor hatte er zum Dr. phil. promoviert. 1821 wurde er zum außerordentlichen, 1826 zum ordentlichen Professor der Theologie ernannt. Bereits 1824 heiratete er Hulda Mereau, die Tochter von Sophie Mereau, der zweiten Gattin Clemens Brentanos, die jedoch 1832 verstarb. 1829 folgte er einem Ruf als Professor nach Halle und lehrte dort Kirchengeschichte, Dogmatik und Symbolik. 1835 heiratete er Thekla von Teufel, die Freundin seiner ersten Gattin.
1836 wurde er Kirchenrat und kehrte als Theologieprofessor nach Heidelberg zurück. 1844 erfolgte die Ernennung zum Geheimen Kirchenrat. 1853 gab er seine Lehrtätigkeit in Heidelberg auf und wurde als Nachfolger von Ludwig Hüffell zum evangelischen Prälaten und Mitglied des Oberkirchenrats von Baden berufen. Er war damit geistlicher Leiter der Kirchenbehörde, der mit Freiherr von Wöllwarth ein weltlicher Direktor des Oberkirchenrats vorstand. Ab 1856 übernahm er auch dessen Amt und vereinigte somit beide Leitungsfunktionen der badischen Landeskirche in einer Person. 1861 trat er in den Ruhestand, vier Jahre später starb er.
Seit 1828 gab er mit Friedrich Wilhelm Karl Umbreit in Hamburg die Theologischen Studien und Kritiken heraus.
In seiner Schrift Das Wesen des Christenthums aus dem Jahre 1845 erläuterte er, dass seiner Ansicht nach das Christentum unabhängig von den orthodoxen Lebensregeln sei, und dass zwischen Glauben und Dogmatismus ein Unterschied gemacht werden solle. Seine bedeutendsten historischen Werke sind Gregor von Nazianz (1825) und Die Reformatoren vor der Reformation (2 Bände, 1841). Ein weiteres bekanntes Werk ist Die Sündlosigkeit Jesu (1854).
Neben seinen zahlreichen Schriften setzte sich Ullmann auch für die Arbeit des Gustav-Adolf-Werks ein.

## Ehrung
- 1846: Ritterkreuz des Ordens der Württembergischen Krone, verbunden mit dem persönlichen Adelsstand.[1]

## Werke
- Gregorius von Nazianz, der Theolog. Ein Beitrag zur Kirchen- und Dogmen-Geschichte des vierten Jahrhunderts. Leske, Darmstadt 1825 (Digitalisat); 2. Aufl. Perthes, Gotha, 1867 (Digitalisat).
- Johann Wessel, ein Vorgänger Luthers, Hamburg 1834 (später unter dem Titel Reformatoren vor der Reformation)
- Historisch oder mythisch? Beiträge zur Beantwortung der gegenwärtigen Lebensfrage der Theologie. Perthes, Hamburg 1838 (Digitalisat).
- Über den Kultus des Genius. Perthes, Hamburg 1840.
- Die Sündlosigkeit Jesu. Eine apologetische Betrachtung. 2. verb. Aufl. Perthes, Hamburg 1833 (Digitalisat 4. Aufl. 1842).
- Die bürgerliche und politische Gleichberechtigung aller Konfessionen; die unbeschränkte Freiheit der Sektenbildung und die Trennung der Kirche vom Staat. Cotta, Stuttgart/Tübingen 1848 (Digitalisat).
- Das Wesen des Christentums mit Beziehung auf neuere Auffassungsweisen desselben von Freunden und Gegnern. Eine Erörterung auch für gebildete Nicht-Theologen. Perthes, Hamburg 1849 (Digitalisat).